# Кејсвил (Јута)
Кејсвил (енгл. Kaysville) град је у америчкој савезној држави Јута.

## Демографија
По попису из 2010. године број становника је 27.300, што је 6.949 (34,1%) становника више него 2000. године.
| Група             | 2000.          | 2010.          |
| Белци             | 19.299 (94,8%) | 25.262 (92,5%) |
| Афроамериканци    | 63 (0,3%)      | 132 (0,5%)     |
| Азијати           | 134 (0,7%)     | 222 (0,8%)     |
| Хиспаноамериканци | 606 (3,0%)     | 1.225 (4,5%)   |
| Укупно            | 20.351         | 27.300         |